# Letia
Letia je naselje in občina v francoskem departmaju Corse-du-Sud regije - otoka Korzika. Leta 1999 je naselje imelo 96 prebivalcev.

## Geografija
Kraj, sestavljen iz zaselkov Saint-Martin in Saint-Roch, leži v zahodnem delu otoka Korzike 57 km severno od središča Ajaccia.

## Uprava
Občina Letia skupaj s sosednjimi občinami Arbori, Balogna, Coggia, Guagno, Murzo, Orto, Poggiolo, Renno, Soccia in Vico sestavlja kanton Deux-Sorru s sedežem v Vicu. Kanton je sestavni del okrožja Ajaccio.